# Opernwelt

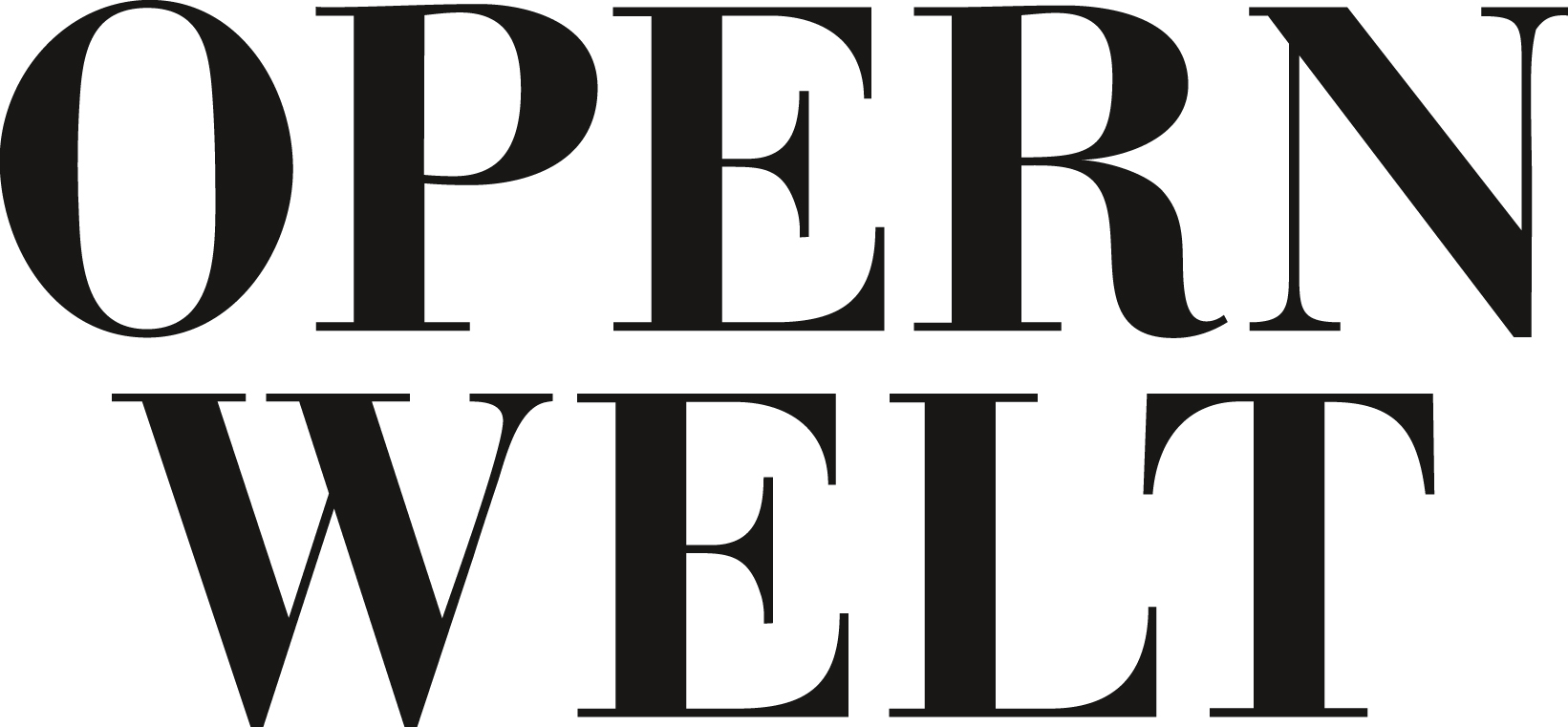
Logo van het magazine

Opernwelt is een Duits magazine voor opera, ballet en operette. Het verschijnt maandelijks sinds 1960. Anno 2018 heeft het een oplage van 10 000 exemplaren. 
Elke oktober verschijnt er tevens een jaarboek.

## Prijzen
Sinds 1994 worden er ook jaarlijks prijzen uitgereikt. 
- Opernhaus des Jahres (Operahuis van het jaar
- Aufführung des Jahres (Uitvoering van het jaar)
- Regisseur des Jahres (Regisseur van het jaar)
- Sänger des Jahres (Zanger van het jaar)
- Kostüm- und Bühnenbildner des Jahres (Kostuum en podiumbouwer van het jaar)
- Orchester des Jahres (Orkast van het jaar)
- Uraufführung des Jahres (Première van het jaar)

### Winnaar
| Jaar | Opera huis                          | Zanger          |
| ---- | ----------------------------------- | --------------- |
| 1993 | Opera van Leipzig                   |                 |
| 1994 | Staatsopera van Stuttgart           |                 |
| 1995 | Opera van Frankfurt                 |                 |
| 1996 | Opera van Frankfurt                 |                 |
| 1997 | Hamburgische Staatsoper             |                 |
| 1998 | Staatsopera van Stuttgart           |                 |
| 1999 | Staatsopera van Stuttgart           |                 |
| 2000 | Staatsopera van Stuttgart           |                 |
| 2001 | Opera van Graz                      |                 |
| 2002 | Staatsopera van Stuttgart           |                 |
| 2003 | Opera van Frankfurt                 |                 |
| 2004 | Alle Duitse Stadstheaters           | Marlis Petersen |
| 2005 | Hamburgische Staatsoper             |                 |
| 2006 | Staatsopera van Stuttgart           |                 |
| 2007 | Oper Bremen en Komische Oper Berlin |                 |
| 2008 | Aalto Theatre, Essen                |                 |
| 2009 | Theater van Basel                   |                 |
| 2010 | Theater van Basel                   | Marlis Petersen |
| 2011 | De Munt, Brussels                   |                 |
| 2012 | Opera van Keulen                    |                 |
| 2013 | Komische Oper Berlin                |                 |
| 2014 | Bayerische Staatsoper               |                 |
| 2015 | Nationaltheater Mannheim            | Marlis Petersen |
| 2016 | Staatsopera van Stuttgart           |                 |
| 2017 | Opera van Lyon                      |                 |
| 2018 | Opera van Frankfurt                 |                 |
| 2019 | Opéra national du Rhin, Alsace      |                 |
| 2020 |                                     | Marlis Petersen |